# Calliphora pattoni
Calliphora pattoni este o specie de muște din genul Calliphora, familia Calliphoridae, descrisă de Aubertin în anul 1931. Conform Catalogue of Life specia Calliphora pattoni nu are subspecii cunoscute.